# Буйвол (геральдика)
Буйвол (Бізон) — природна негеральдична гербова фігура.

## Історія
У геральдиці емблема буйвола популярна на гербі Молдавського князівства. Від даного герба походять герб Буковини і герб Бессарабії. Згодом він став складовою гербів шляхетських родів Молдови і Румунії: Кантемирів, Кізерицьких, Мечнокових та інших.
Буйволяча голова є символом Мекленбурга і поширений у даному регіоні. Крім того, буйвол є на гербах міст та шляхетських родів Німеччини, Польщі, Білорусі, України.
У територіальній геральдиці Росії зображення буйвола використовують Забайкальська область, Бессарабська губернія, Кишинів (герб 1875), Чита та інші.
Бізон поширений у місцевій, муніципальній та приватній геральдиці США та Канади.
За геральдичними правилами зображення буйвола ніколи не дається цілком, а лише у вигляді голови в анфас з рогами та зазвичай з кільцем у носі тварини. Якщо роги, очі, кільце у носі відрізняються від загального кольору тварини, то описі герба дається опис.
У геральдиці часто змішують зображення великої рогатої худоби: бик, віл, тур, зубр, і навіть корова, але це різні емблеми в які вкладався різний зміст і тому необхідно дивитися опис герба.

## Галерея

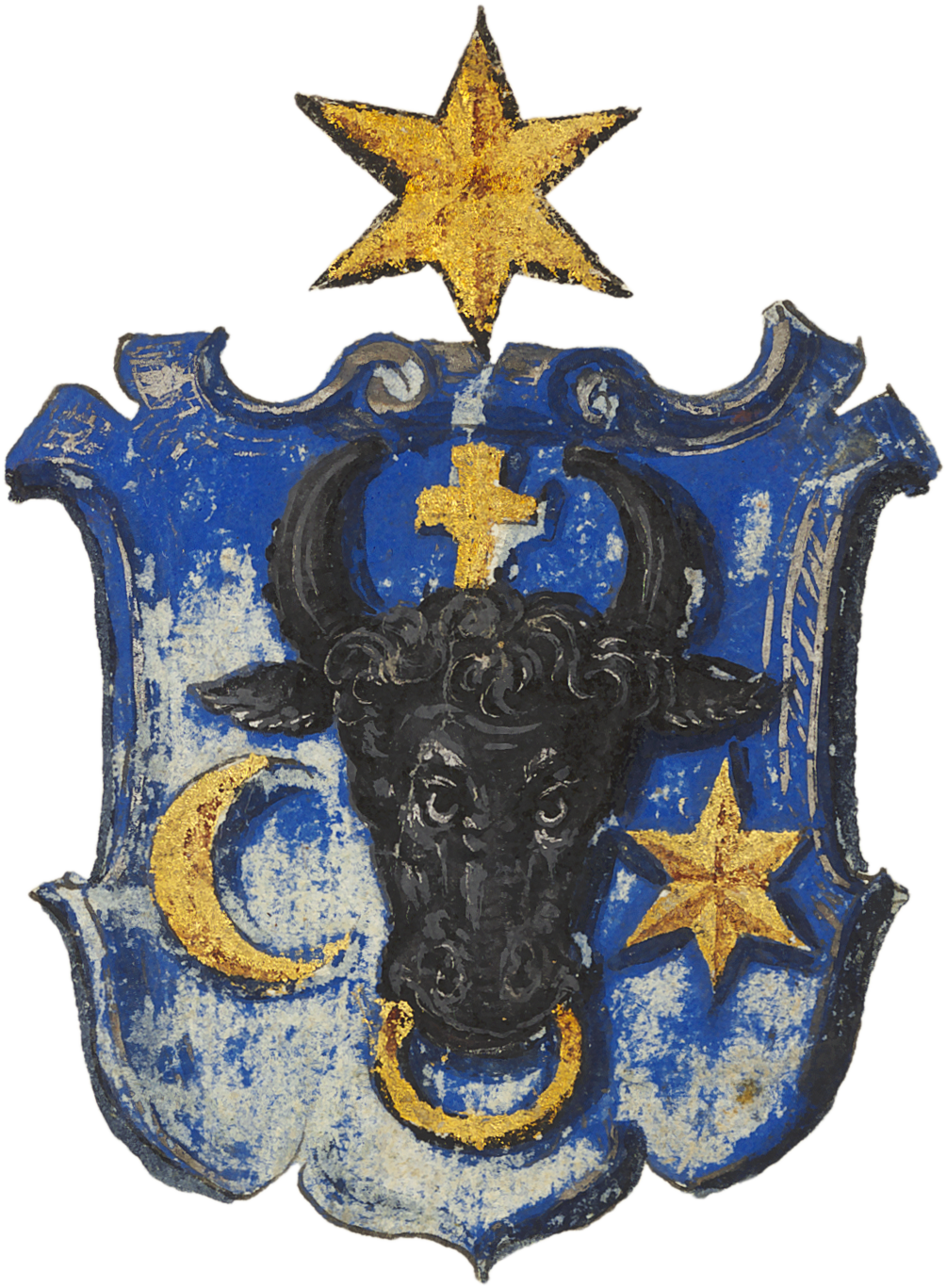
Герб Молдавського князівства
Герб Монітоби, Канада
Герб Макленбурга, Німеччина
Герб Берестейської області, Білорусь
Герб Гродненської області, Білорусь
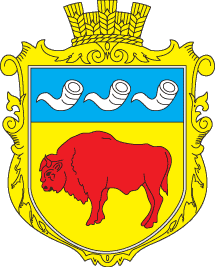
Герб Зубри, Україна
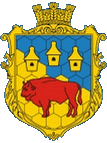
Герб Пасіків-Зубрицьких, Україна
Герб Пярлая, Литва
Шляхетський герб Помян